# Вила Лозанић
Вила Лозанић је једна од грађевина у Врњачкој Бањи из 1920. године.

## Историја
Вилу Лозанић је подигла породица Лозанић у непосредној близини данашњег Језера. Вукашин Лозанић је заједно са синовима отворио фабрику машинског црепа „Лозанић Вукашин и синови”. Пошто је фабрика црепа успешно радила, Вукашин је веома брзо саградио вилу Лозанић са приземљем, два спрата и веома богатом декорацијом фасаде. На степеништу се још увек налазе два бетонска изливена лава. После Другог светског рата вила је национализована.